# Frank Brugel
Frank Brugel (Breda, 13 december 1957) is een Nederlands voormalig voetbaldoelman. Brugel speelde onder meer voor Willem II en RBC Roosendaal.

## Jeugd- en amateurperiode
Brugel speelde elf jaar in de jeugd van NAC Breda, de club uit zijn geboorteplaats, toen hij op zijn achttiende per brief kreeg te horen dat hij kon vertrekken. Brugel vertrok en speelde vervolgens twee seizoenen bij de beloften van FC Eindhoven. Daarna volgden een aantal jaren bij amateurclubs: VV Baronie (3 jaar) en SV DOSKO (2 jaar).

## Carrière als prof
In 1983 maakte RBC Roosendaal haar entree in het profvoetbal en benaderde Brugel om eerste doelman te worden. De eerste wedstrijd van RBC - en van Brugel als prof - was uitgerekend tegen NAC Breda. RBC won die wedstrijd met 3-0. Op 28 mei 1986 stond Brugel met RBC in de finale van de KNVB beker: er werd met 3-0 verloren van AFC Ajax.
In 1988 verkaste de doelman naar het Tilburgse Willem II. In zijn eerste twee seizoenen was hij daar eerste doelman. Daarna was hij vijf seizoenen tweede keeper achter Roland Jansen. In 1995 beëindigde hij op 38-jarige leeftijd zijn carrière.
| Seizoen  | Club           | Competitie     | Wedstrijden | Doelpunten |
| -------- | -------------- | -------------- | ----------- | ---------- |
| 1983-'84 | RBC Roosendaal | Eerste divisie | 29          | 0          |
| 1984-'85 | RBC Roosendaal | Eerste divisie | 34          | 0          |
| 1985-'86 | RBC Roosendaal | Eerste divisie | 34          | 0          |
| 1986-'87 | RBC Roosendaal | Eerste divisie | 36          | 0          |
| 1987-'88 | RBC Roosendaal | Eerste divisie | 12          | 0          |
| 1988-'89 | Willem II      | Eredivisie     | 31          | 0          |
| 1989-'90 | Willem II      | Eredivisie     | 6           | 0          |
| 1990-'91 | Willem II      | Eredivisie     | 0           | 0          |
| 1991-'92 | Willem II      | Eredivisie     | 4           | 0          |
| 1992-'93 | Willem II      | Eredivisie     | 1           | 0          |
| 1993-'94 | Willem II      | Eredivisie     | 0           | 0          |
| 1994-'95 | Willem II      | Eredivisie     | 0           | 0          |
| Totaal   |                |                | 187         | 0          |

## Na de profcarrière
Al tijdens de laatste jaren van zijn profcarrière was Brugel keeperstrainer bij Willem II. Hij nam zijn concurrent en eerste doelman Roland Jansen onder handen. Ook scoutte Brugel de 15-jarige Jim van Fessem bij TSV LONGA, die later zou uitgroeien tot eerste keeper van Willem II.
Bij Willem II was hij naast keeperstrainer ook teammanager. In  2010 werd hij als keeperstrainer opgevolgd door Raymond Vissers. Brugel kreeg een nieuwe functie als accountmanager.
Naast zijn werkzaamheden voor Willem II is Brugel tussen 1999 en 2008 en vanaf 2010 actief als technisch manager bij VV Baronie in Breda.